# Анадолухисар (квартал)
„Анадолухисар“ (на турски: Anadolu Hisarı) е квартал в район „Бейкоз“ в Истанбул, Турция. Намира се в анадолската част на града, на брега на Босфора. На север е мостът Фатих Султан Мехмет и квартал „Канлъджа“, а на юг е квартал „Кандили“. 
Кварталът носи името на крепостта, построена от Баязид I през 1395 г. От другата страна на Босфора е крепостта Румели Хисар. Сред важните сгради в квартала са именията на Амджазаде Хюсеин паша (1699 г.) и Зариф Мустафа паша. 